# Vol Northwest Orient Airlines 710
Le vol Northwest Orient Airlines 710 est un vol de la compagnie Northwest Orient Airlines reliant Chicago à Miami.
L'appareil, un Lockheed L-188 Electra, s'est désintégré en vol à proximité de Cannelton en Indiana le 17 mars 1960.

## Bilan
Les 57 passagers et 6 membres d'équipage sont tués.

## Causes

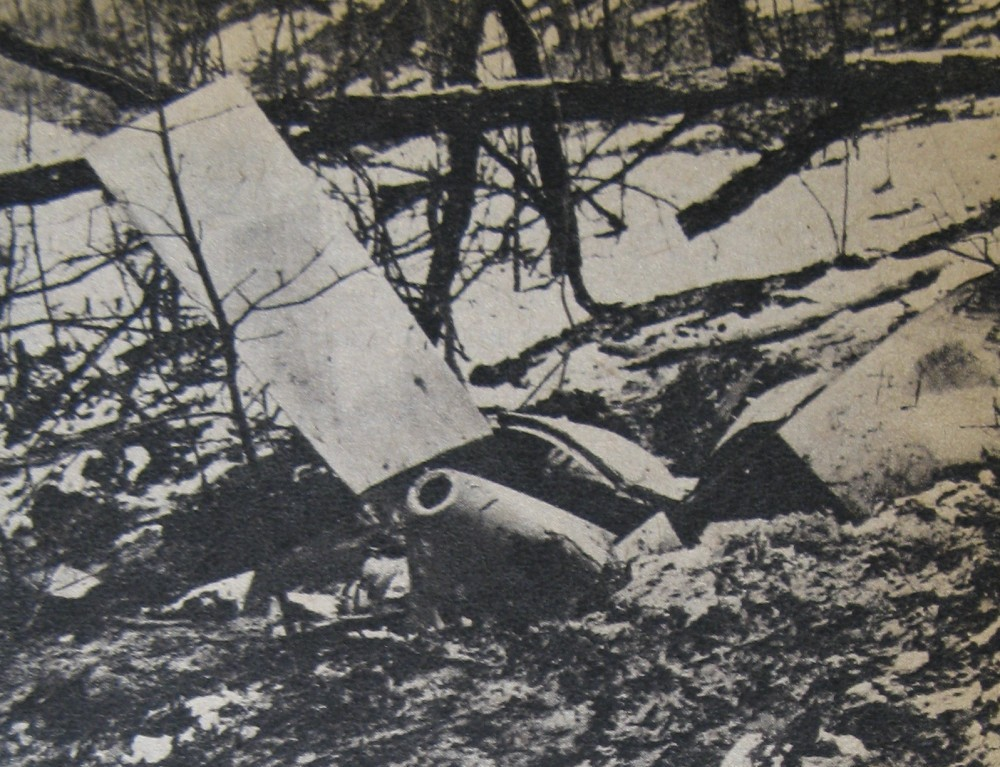
Les restes du vol 710 après l'accident.

La cause de l'accident est la rupture de l'aile droite en vol, due à un défaut structurel de l'avion associé à de fortes turbulences.
C'est le deuxième accident de ce type d'avion, identique à celui du vol Braniff International Airways 542 qui a eu lieu en septembre 1959.
L'enquête sur ces accidents permet de comprendre qu'une résonance mécanique et acoustique se produit entre les moteurs et les ailes, fatiguant la structure des ailes jusqu'à la rupture. Un programme correctif est mis en place.

## Mémorial
Un monument a été construit à l'endroit de l'accident, en mémoire des victimes.

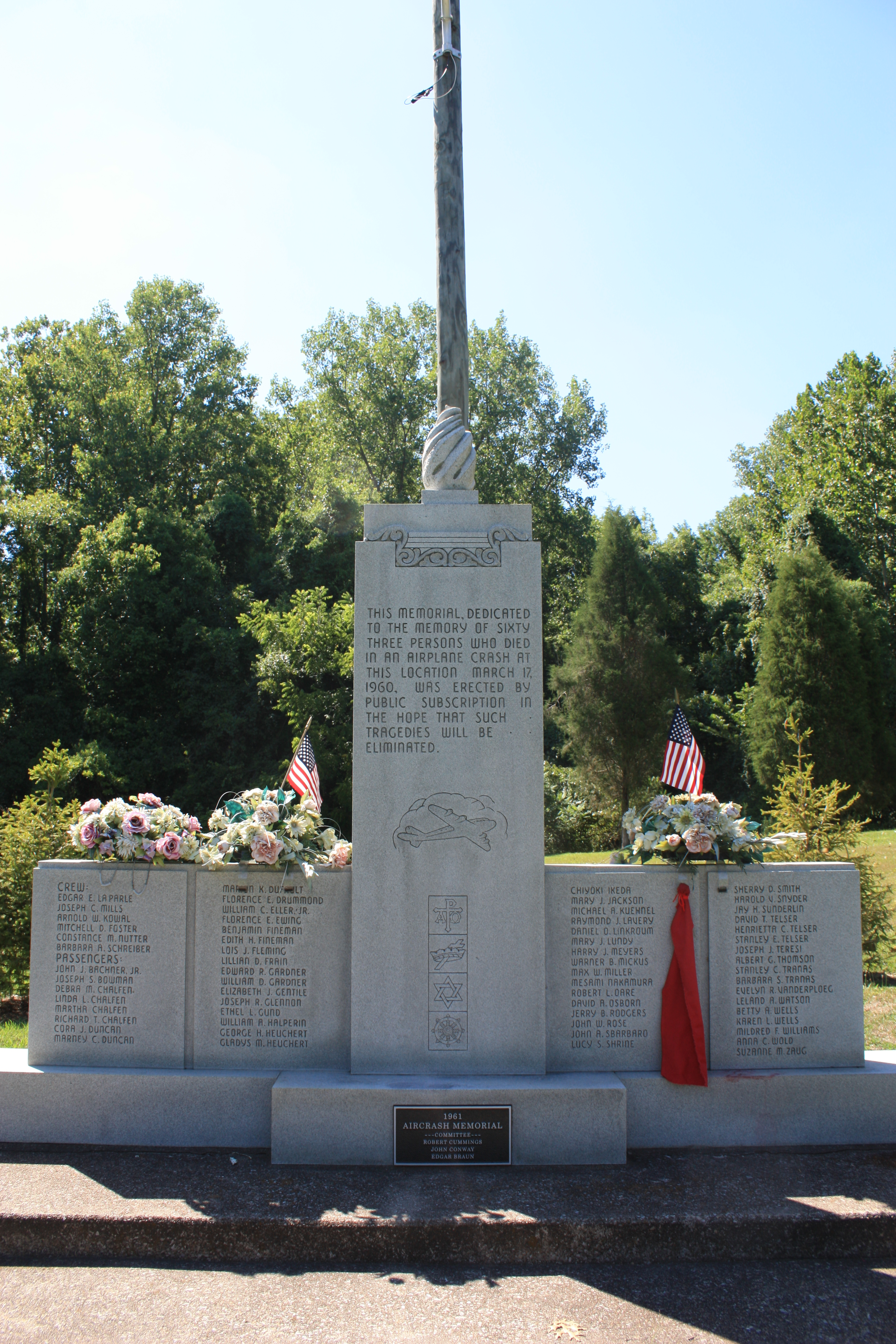
Monument commémorant l'accident, avec la liste des victimes.